# Arseni Nikolajewitsch Koreschtschenko

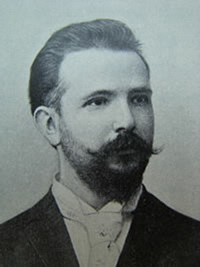
Arseni Nikolajewitsch Koreschtschenko (1920)

Arseni Nikolajewitsch Koreschtschenko (russisch Арсений Николаевич Корещенко; * 6. Dezemberjul. / 18. Dezember 1870greg. in Moskau; † 3. Januar 1921 in Charkiw) war ein russischer Komponist.
Koreschtschenko studierte am Moskauer Konservatorium Klavier bei Sergei Tanejew und Komposition bei Anton Arenski und wirkte dort anschließend von 1891 bis 1894 als Lehrer. Später unterrichtete er an der Synodalschule für Kirchengesang und von 1906 bis 1919 an der Musikdramatischen Schule der Moskauer Philharmonischen Gesellschaft. Außerdem war er als Pianist, als Klavierbegleiter von Fjodor Schaljapin und als Musikjournalist für Moskowskije Wedomosti tätig, bereiste den Kaukasus und erforschte die georgische und armenische Volksmusik. Von 1919 bis zu seinem Tod 1921 wirkte er als Professor und ab 1920 als Rektor an der Charkower Musikakademie.
Er komponierte drei Opern, ein Ballett und Schauspielmusiken, eine Sinfonie, eine Armenische Suite, Scènes nocturnes für Orchester, eine Barcarolle für Orchester, eine Fantasie für Klavier und Orchester, ein Streichquartett, eine Kantate sowie armenische und grusinische Lieder.